# 北京大學國際法學院
北京大学国际法学院隶属于北京大学深圳研究生院，开设美国法律学位（J.D.）、中国大陆法律硕士学位，以及LL.M.等课程。该学院成立于2008年，首任院长是原康奈尔大学校长杰弗里·雷蒙。2017年，该学院大楼正式落成。